# Club olympique des transports (football)
Pour les articles homonymes, voir Club olympique des transports.
 (août 2024).
Si vous disposez d'ouvrages ou d'articles de référence ou si vous connaissez des sites web de qualité traitant du thème abordé ici, merci de compléter l'article en donnant les références utiles à sa vérifiabilité et en les liant à la section « Notes et références ».
Maillots
Le Club olympique des transports (arabe : النادي الأولمبي للنقل), plus couramment abrégé en CO Transports, est un club tunisien de football fondé en 1966 et basé à Tunis, la capitale du pays.
On ne peut évoquer ce club sans rappeler le groupe de la première moitié des années 1970 que l'entraîneur Hmid Dhib avait patiemment construit autour de Mohieddine Habita — surnommé le « Pelé arabe » par les Libyens, à l'occasion de la coupe arabe des nations (appelée coupe de Palestine) disputée à Tripoli en août 1973 où il marqua six buts, et le « Pelé tunisien » par le président Habib Bourguiba recevant l'équipe de Tunisie victorieuse de cette coupe —, le défenseur et buteur Ali Kaabi, Farouk Ben Sliman et Houcine Ayari ou encore l'équipe façonnée par Bernard Blaut qui a remporté la coupe de Tunisie en 1988 et a perdu le championnat dans des conditions particulières.
Mais, comme tous les clubs de quartiers, le club installé à Mellassine, quartier populaire de Tunis, n'a pu résister aux exigences du professionnalisme et a dégringolé en trois ans pour se retrouver en quatrième division en 2007-2008 avant de remonter de nouveau en Ligue III, et de se faire rappeler en parvenant aux quarts de finale de la coupe de Tunisie de football.

## Histoire
C'est en 1934 que l'ancêtre du COT, En-Najah Sports voit le jour grâce à un groupe constitué autour de Mustapha Achour et où figurent notamment le cycliste Jilani Ben Othman et le directeur sportif Belhassen Chaar. Ce club fusionne avec El Hilal sportif de Den Den (EHSDD) pour constituer le Club olympique tunisien en 1960. Ce dernier fusionne avec l'Association sportive des traminots pour constituer, le 29 juin 1966, le Club olympique des transports. Celui-ci progresse très vite grâce au tandem Mustapha Khaled (président) - Hmid Dhib (entraîneur) et au parrainage des sociétés de transport et devient l'un des principaux animateurs du championnat.
Le départ de Mohieddine Habita aux Émirats arabes unis ralentit sa progression mais ce n'est que partie remise et un autre tandem Aboulhassan Fekih - Bernard Blaut arrive à le hisser au plus haut niveau de la hiérarchie du football tunisien.
En 1987-1988, le club tient tête à l'Espérance sportive de Tunis avec laquelle il termine à égalité en tête du championnat mais perd à la différence des buts lors d'une fin de championnat  ambiguë. En effet, lors de la dernière journée et alors que les rencontres décisives devaient se dérouler en même temps, l'arbitre Fethi Mimouni retarde le début de la deuxième mi-temps de la rencontre Club athlétique bizertin - Espérance sportive de Tunis de près d'une demi-heure de façon à permettre à ce dernier d'attendre la fin de la rencontre disputée par le COT qui l'emporte par 4 buts à 1 alors que la victoire de l'Espérance sportive de Tunis tarde à se réaliser. Quatre minutes avant la fin du match, l'arbitre lui accorde le penalty salvateur. Le COT sauve quand même cette exceptionnelle année par le gain de la coupe de Tunisie remportée contre le Club africain.
Quatre ans après, le club rétrograde en Ligue II. II revient en Ligue I mais l'instauration du professionnalisme ne permet plus à ce genre d'associations dépourvues des gros moyens financiers de soutenir la concurrence des grands clubs. La saison 2003-2004 est la dernière du club en Ligue I, le COT terminant douzième et dernier du classement avec neuf points en 22 matchs. Il dégringole même en Ligue III. Au cours de la saison 2015-2016, il connaît des difficultés aiguës et son nouveau président Mohamed Hédi Ben Ali démissionne ; les entraîneurs Mohamed Nemri puis Maher Guizani abandonnent. Amor Dhib se porte volontaire pour l'entraîner gratuitement et lui permet de remonter dans le classement et, sous l'insistance des supporters, se porte candidat à la présidence, cumulant ainsi les fonctions de président et d'entraîneur.

## Écusson

Logo ancien.
Logo actuel.

## Palmarès
| \| - Coupe de Tunisie (1) : - Vainqueur : 1988 - Championnat de Tunisie : - Vice-champion : 1988 \| \| - Championnat de Tunisie de deuxième division (7) : - Champion : 1965, 1967, 1980, 1983, 1984, 1986, 1995 - Championnat de Tunisie de troisième division (poule nord) (1) : - Champion : 2010 \| |  | |
| - Coupe de Tunisie (1) : - Vainqueur : 1988 - Championnat de Tunisie : - Vice-champion : 1988 |  | - Championnat de Tunisie de deuxième division (7) : - Champion : 1965, 1967, 1980, 1983, 1984, 1986, 1995 - Championnat de Tunisie de troisième division (poule nord) (1) : - Champion : 2010 |

## Personnalités

### Présidents
- Mustapha Khaled (1966-1973)
- Sadok Ben Jemâa (1973-1976)
- Abderrahman Ben Messaoud (1976-1977)
- Khelifa Karoui (1977-1980)
- Abbes Ben Hamidane (1980-1982)
- Mustapha Lakhoua (1982-1986)
- Aboulhassan Fekih (1986-1988)
- Mustapha Lakhoua (1988-1989)
- Ferid Mehrezi (1989-1990)
- Bouzaiane Yahiaoui (1990-1991)
- Taoufik Anane (1991-1992)
- Bouzaiane Yahiaoui (1992-1993)
- Aboulhassan Fekih (1993-2002)
- Mohamed Bari alias Kassidy (2002)
- Aboulhassan Fekih (2002-2004)
- Naceur Chouayakh (2004-2005)
- Lotfi Cherif (2005-2006)
- Hedi Ben Ali (2006-2008)
- Mohamed Trabelsi (2008-2009)
- Mohieddine Habita (2009-2012)
- Ali Kaabi (2012-2014)
- Mohieddine Habita (2014-2015)
- Hédi Ben Ali (2015)
- Mohamed Ali Yahiaoui (2015)
- Amor Dhib (2016-2017)
- Ali Kaabi (2017-2019)
- Fourat Akremi (2019-2020)
- Syrine Mrabet (2020)
- Lotfi Khemiri (2021)
- Hamda Chaïbi (2022- )

### Entraîneurs
- Rachid Turki (1966-1967)
- Ahmed Belfoul (1967-1968)
- Hmid Dhib (1968-1973)
- Mustapha Jouili (1973-1974)
- Ammar Nahali (1974-1975)
- Amor Dhib (1975-1976)
- Jamel Eddine Bouabsa (1976)
- Béchir Ben Mime (1976-1978)
- Ali Chabbouh (1979-1981)
- Bernard Blaut (1981-1982)
- Hmid Dhib (1982-1985)
- Ahmed Belfoul (1985-1986)
- Bernard Blaut (1986-1988)
- Raouf Ben Amor puis Ridha Akacha (1988-1989)
- Kazbek Tuaev puis Ali Kaabi (1989-1990)
- Mahmoud Bacha (1990-1992)
- Mohieddine Habita puis Faouzi Henchiri (1992-1993)
- Taoufik Ben Othman (1993)
- Ali Kaabi (1994-1995)
- Stefan Białas (1995-1996)
- Ali Kaabi, Kostek[Qui ?] puis Khaled Hosny (1996-1997)
- Ridha Akacha puis Khaled Hosny puis Stefan Białas (1997-1998)
- Bernard Blaut (1998-1999)
- Slobodan Milo puis Stefan Białas puis Bernard Blaut (1999-2000)
- Amor Dhib (2000-2001)
- Bernard Blaut puis Tarek Ben Ali puis Ridha Akacha (2001-2002)
- Ali Kaabi (2002-2003)
- Edmund Stöhr (de) puis Ali Kaabi puis Bernard Blaut (2003-2004)
- Ali Kaabi, Belhassen Meriah puis Jules Accorsi (2004-2005)
- Abid Mchala, Lotfi Hannachi puis Lotfi Kaabi (2005-2006)
- Lotfi Kaabi, Mabrouk Fehmi puis Ridha Boushih (2006-2007)
- Lotfi Chihi (2007-2010)
- Abdelkader Belhassen (2010-2012)
- Lotfi Chihi (2012-?)
- Maher Guizani (2015)
- Lotfi Chihi (2015)
- Mohamed Temri, Maher Guizani puis Amor Dhib (2015-2016)
- Mahmoud Laabidi (2016-2017)
- Ilyes Ayari puis Mehrez Miladi (2017-2018)
- Mahmoud Laabidi (2018-2019)
- Mehrez Miladi (2019-2020)
- Mahmoud Laabidi (2020-2020)
- Nabil Ferchichi (2020-?)
- Amin Béji (2023- )

### Anciens joueurs

#### Meilleurs buteurs (Ligue I)
- Mohieddine Habita : 75 buts
- Abdelkader Belhassen : 44 buts
- Faouzi Henchiri : 33 buts
- Mohsen Yahmadi : 30 buts
- Mondher Msakni : 27 buts
- Abdesselem Chaatani : 26 buts
- Fethi Bejaoui : 24 buts

#### Joueurs et rencontres (Ligue I)
- Mondher Msakni : 213
- Ali Kaabi : 208
- Mohieddine Habita : 181
- Ali Guizani : 172
- Mohamed Ali Ben Mansour : 162
- Lotfi Kaabi : 161
- Saïd Jomaa : 160
- Fethi Bejaoui : 151